# سنجاب زمینی گرمسیری
سنجاب زمینی گرمسیری (نام علمی: Notocitellus adocetus) نام یک گونه از سرده سنجاب‌های زمینی گرمسیری است.